# WWE Armageddon
WWE Armageddon foi um evento pay-per-view (PPV) de luta livre profissional produzido pela World Wrestling Entertainment (WWE), uma promoção de wrestling profissional com sede em Connecticut. O evento foi criado em 1999, quando a promoção ainda se chamava World Wrestling Federation (WWF, renomeada para WWE em 2002). Foi realizado todo mês de dezembro, exceto em 2001, pois naquele ano, Vengeance substituiu Armageddon, pois o nome do evento foi considerado insensível após os ataques de 11 de setembro, embora o Armageddon tenha sido restabelecido em 2002, com Vengeance indo para julho.
Para coincidir com a extensão da marca introduzida em 2002, o evento foi feito exclusivo para a marca Raw em 2003, antes de se tornar exclusivo do SmackDown de 2004 a 2006. Após a WrestleMania 23 em 2007, os PPVs exclusivos da marca foram descontinuados. O evento final foi realizado em 2008, com TLC: Tables, Ladders & Chairs substituindo Armageddon em 2009.

## História
De maio de 1995 a fevereiro de 1999, a World Wrestling Federation (WWF, agora WWE) realizou uma série de pay-per-views mensais (PPV) intituladas In Your House. O WWF descontinuou a série In Your House para estabelecer nomes permanentes para os PPVs mensais que seriam realizados anualmente.  Armageddon foi estabelecido naquele ano para ser realizado como o PPV anual de dezembro. O Armageddon inaugural foi realizado em 12 de dezembro de 1999, no National Car Rental Center em Sunrise, Flórida e foi ao ar ao vivo em PPV. Os dois primeiros eventos Armageddon foram realizados quando a promoção ainda era chamada de WWF. Em 2001, Armageddon foi substituído por Vengeance devido aos ataques de 11 de setembro; a promoção sentiu que o nome "Armageddon" ofenderia as vítimas dos ataques. Armageddon, no entanto, foi restabelecido em 2002 com Vengeance indo até julho.
Em 2002, o WWF mudou seu nome para World Wrestling Entertainment (WWE) devido a uma ordem judicial após um processo do World Wildlife Fund sobre o inicialismo "WWF". A promoção também realizou seu primeiro draft naquele ano para dividir sua lista em duas marcas distintas de wrestling, Raw e SmackDown!, onde os lutadores se apresentariam exclusivamente—ECW foi adicionada como uma terceira marca em 2006. O evento de 2002 contou com lutadores do Raw e SmackDown!, mas o evento de 2003 foi realizado exclusivamente para a marca Raw. Foi então realizado exclusivamente para o SmackDown! marca de 2004 a 2006. Após a WrestleMania 23 em 2007, a WWE descontinuou os PPVs exclusivos da marca. O evento de 2007 foi o último pay-per-view a ser transmitido pela WWE em formato de definição padrão de 480p. Em janeiro de 2008, toda a programação da WWE mudou para 720p de alta definição. O evento de 2008 foi o evento final, pois o Armageddon foi descontinuado e substituído pelo TLC: Tables, Ladders & Chairs em 2009.

## Eventos
|  | Evento com a marca Raw |  | Evento com a marca SmackDown |

| 1                                               | Armageddon (1999) | 12 de dezembrio de 1999 | Sunrise, Florida         | National Car Rental Center        | Triple H vs. Mr. McMahon em uma luta No Holds Barred                                                                                                  | [ 13 ] [ 14 ] |
| 2                                               | Armageddon (2000) | 10 de dezembro 2000     | Birmingham, Alabama      | Birmingham–Jefferson Civic Center | Kurt Angle (c) vs. Stone Cold Steve Austin vs. Triple H vs. The Undertaker vs. The Rock vs. Rikishi em uma luta Hell in a Cell pelo Campeonato da WWE | [ 15 ] [ 16 ] |
| 3                                               | Armageddon (2002) | 15 de dezembro de 2002  | Sunrise, Florida         | Office Depot Center               | Shawn Michaels (c) vs. Triple H em uma luta Three Stages of Hell pelo Campeonato Mundial dos Pesos Pesados                                            | [ 17 ] [ 18 ] |
| 4                                               | Armageddon (2003) | 14 de dezembro de 2003  | Orlando, Florida         | TD Waterhouse Centre              | Goldberg (c) vs. Triple H vs. Kane em uma luta triple threat pelo Campeonato Mundial dos Pesos Pesados                                                | [ 19 ] [ 20 ] |
| 5                                               | Armageddon (2004) | 12 de dezembro de 2004  | Duluth, Georgia          | Gwinnett Center                   | John "Bradshaw" Layfield (c) vs. Eddie Guerrero vs. The Undertaker vs. Booker T em uma luta fatal four-way pelo Campeonato da WWE                     | [ 21 ] [ 22 ] |
| 6                                               | Armageddon (2005) | 18 de dezembro de 2005  | Providence, Rhode Island | Dunkin' Donuts Center             | The Undertaker vs. Randy Orton em uma luta Hell in a Cell                                                                                             | [ 23 ] [ 24 ] |
| 7                                               | Armageddon (2006) | 17 de dezembro de 2006  | Richmond, Virginia       | Richmond Coliseum                 | Batista e John Cena vs. King Booker's Court (Finlay e King Booker)                                                                                    | [ 25 ] [ 26 ] |
| 8                                               | Armageddon (2007) | 16 de dezembro de 2007  | Pittsburgh, Pensilvânia  | Mellon Arena                      | Batista (c) vs. Edge vs. The Undertaker em uma luta triple threat pelo Campeonato Mundial dos Pesos Pesados                                           | [ 27 ] [ 28 ] |
| 9                                               | Armageddon (2008) | 14 de dezembro de 2008  | Búfalo, Nova York        | HSBC Arena                        | Edge (c) vs. Triple H vs. Jeff Hardy em uma luta triple threat pelo Campeonato da WWE                                                                 | [ 29 ] [ 30 ] |
| (c) – refere-se ao(s) campeão(s) antes da luta. |                   |                         |                          |                                   | |               |